# Barbus carens
Barbus carens е вид лъчеперка от семейство Шаранови (Cyprinidae). Видът не е застрашен от изчезване.

## Разпространение
Разпространен е в Република Конго.

## Описание
На дължина достигат до 3,2 cm.